# Аркејдија (Охајо)
Аркејдија (енгл. Arcadia) град је у америчкој савезној држави Охајо.

## Демографија
По попису из 2010. године број становника је 590, што је 53 (9,9%) становника више него 2000. године.
| Група             | 2000.       | 2010.       |
| Белци             | 524 (97,6%) | 555 (94,1%) |
| Афроамериканци    | 0 (0,0%)    | 8 (1,4%)    |
| Азијати           | 0 (0,0%)    | 1 (0,2%)    |
| Хиспаноамериканци | 11 (2,0%)   | 18 (3,1%)   |
| Укупно            | 537         | 590         |